# Janosy Hill
Janosy Hill är en kulle i Antarktis. Den ligger i Östantarktis. Nya Zeeland gör anspråk på området. Toppen på Janosy Hill är 811 meter över havet, eller 118 meter över den omgivande terrängen. Bredden vid basen är 2,7 km.
Terrängen runt Janosy Hill är lite bergig. Trakten är obefolkad. Det finns inga samhällen i närheten. 